# Irisches Sportpferd
Das Irische Sportpferd (engl. Irish Sport Horse) ist eine Pferderasse aus Irland, die durch Kreuzung des Irish Draught Horse mit Englischem Vollblut entstanden ist. Es ist eine relativ neue gezielte Zucht, deren Ziel ein vor allem mit Springveranlagung ausgestattetes Sportpferd ist. Die Anpaarung von Draught-Stuten mit Vollblut-Hengsten selbst wurde in Irland schon seit jeher vollzogen, um ein für die Jagd geeignetes Pferd – den Irish Hunter – zu erhalten.
Hintergrundinformationen zur Pferdebewertung und -zucht finden sich unter: Exterieur, Interieur und Pferdezucht.

## Exterieur
Das Irische Sportpferd zeigt je nach Blutanteil ausgeprägte Merkmale des Draught Horse und des Vollbluts. Der Kopf ist meist edel, der Hals lang. Die Brust ist breit und tief. Der Widerrist ist ausgeprägt und der Rücken kräftig, die Sattellage ideal. Schulter, Ober- und Unterarme sowie Kruppe, Ober- und Unterschenkel sind muskulös. Die Kruppe ist abfallend und der Schweif tief angesetzt. Die Röhren sind trocken und stark, die Fesseln elastisch. Andere Farben als Schimmel, Füchse und Braune sind selten. Das Stockmaß beträgt meist zwischen 165 und 170 cm.

## Interieur
Das Irische Sportpferd ist leistungsbereit und von ehrlichem und gutartigem Charakter; seine Konstitution ist robust und ausdauernd. Es wird vor allem für den Springsport und die Vielseitigkeit gezüchtet. Es ist ein relativ spätreifes, aber auch langlebiges Pferd.

## Klonen von Pferden
Die irische Sportpferdezucht hat sich auch dem Klonen von Pferden gegenüber geöffnet. Die ersten beiden Klone der Rasse Irisches Sportpferd sind Klone des 2014 verstorbenen, im Springreiten hocherfolgreichen Schimmelhengstes Cruising. Beide wurden 2012 geboren und im Jahr 2015 zur Zucht zugelassen.